# Aguas Buenas (gemeente)
Aguas Buenas is een van de 78 gemeenten (municipio) in de vrijstaat Puerto Rico.
De gemeente heeft een landoppervlakte van 79 km² en telt 29.032 inwoners (volkstelling 2000).

## Plaatsen
- Aguas Buenas
- Santa Clara